# Xã Fairfield, Quận Grundy, Iowa
Xã Fairfield (tiếng Anh: Fairfield Township) là một xã thuộc quận Grundy, tiểu bang Iowa, Hoa Kỳ. Năm 2010, dân số của xã này là 551 người.